# 影田
影田是中国广东省广州市从化区的一个自然村。在太平镇东北面约6千米，为影田村的驻地。明朝初年时建村，当时村名为宁乐村，亦作“零落”村。至明朝中期，梁氏家族迁居此地并定居下来。因村后山体的倒影常映于田间，遂将村名更改为影田。1998年时，全村人口562人。